# Acropoma argentistigma
Acropoma argentistigma és una espècie de peix pertanyent a la família dels acropomàtids.

## Descripció
- La femella pot arribar a fer 10,75 cm de llargària màxima.[5]

## Hàbitat
És un peix marí, pelàgic-nerític i de clima tropical.

## Distribució geogràfica
Es troba a l'Índic oriental: Tailàndia.

## Observacions
És inofensiu per als humans.